# Uga menoni
Uga menoni är en stekelart som beskrevs av Kerrich 1960. Uga menoni ingår i släktet Uga och familjen bredlårsteklar. Inga underarter finns listade i Catalogue of Life.